# Djamchid Momtaz
Pour les articles homonymes, voir Momtaz.
Djamchid Momtaz (en persan : جمشيد ممتاز, Jamshid Momtāz), né le 18 juin 1942 à Izmir, est un juriste iranien.

## Biographie
Il obtient sa licence de droit public à la faculté de droit de Paris en 1966. Il est diplômé de l'Institut d'études politiques de Paris en 1968 et obtient son doctorat d'État en droit public à la faculté de droit, d'économie et de sciences sociales de l'université de Paris II en 1971.
Professeur de droit international public à l'université de Téhéran et Professeur invité aux universités Paris I, Paris XI, Paris XIII, de Grenoble II et Caen.
Il a été membre de la Commission du droit international des Nations unies de 2000 à 2006 (président de cette même commission à sa 57e session en 2005).
Il est associé de l'Institut de droit international. Membre de la commission pour le règlement des litiges relatifs à la confidentialité de l'Organisation pour l'interdiction des armes chimiques. Membre de l'Institut international du droit humanitaire. Membre du comité de rédaction du Yearbook of International Humanitarian Law. Membre du comité directeur de l'étude du Comité international de la Croix-Rouge sur les règles coutumières du droit international humanitaire. Membre du Curatorium de l'Académie de droit international de La Haye.
Membre de la délégation de l'Iran aux pourparlers de paix Iran-Irak. Membre de la délégation de l'Iran à la conférence internationale sur la protection des victimes de la guerre. Membre du groupe d'experts intergouvernementaux pour la protection des victimes de la guerre. Membre de la délégation de l'Iran à la conférence diplomatique de plénipotentiaires des Nations unies sur la création d'une Cour pénale internationale.
Il a participé à toutes les sessions de l'Assemblée générale des Nations unies depuis 1989.
Djamchid Momtaz fait également partie du corps diplomatique iranien chargé des négociations nucléaires avec les grandes puissances  (G5+1) dans le gouvernement de Rohani .

## Chapitres de livres et publications
Professeur Djamchid Momtaz est l’auteur de plus de 90 écrits dont des livres, des chapitres d’ouvrages collectifs, des articles de revues ou d’annuaires traitant de diverses questions de droit international.
- Le droit international humanitaire applicable aux conflits armés non internationaux, Collected Courses of the Hague Academy of International Law, Tome 292, 2001, Martinus Nijhoff Publishers, The Hague/Boston/London 2002.  (ISBN 978-90-411-1854-7)
- Les actions au cours d'un conflit armé, in studi di Diritto Internazionale in Onore di Gaetano Arangio Ruiz, Editoriale Scientifica, 2004
- Le recours à l'arme nucléaire et la protection de l'environnement : l'apport de la Cour internationalede Justice, In International Law, the International Court of Justice and Nuclear Weapons, Laurence Boisson de Chazournes and Philippe Sands (Editors), Cambridge University Press 1999.
- Did the Court Miss an Opportunity to Denounce the Erosion of the Principle Prohibiting the Use of Force ? Symposium Reflections on the ICJ's Oil Platforms Decisions, Yale Journal of International Law, Vol. 29, Number 29, Summer 2004.
- "Attribution of Conduct to the State: State Organs and Entities Empowered to Exercise Elements of Governmental Autorithy", James Crawford, Alain Pellet and Simon Olleson Edited by Oxford University Press (2010)
- Les règles et institutions du droit international humanitaire à l'épreuve des conflits armés récents, (M.J. Matheson coauteur), Les livres de droit de l’Académie, 2010, La Haye.  (ISBN 978-90-04-17283-8)
- "Créer une zone exempte d’armes nucléaires au Moyen-Orient : une mission impossible ?" The 90th Birthday of Boutros Boutros-Ghali.  Tribute of the Curatorial to its President.  A Publication of The Hague Academy of International Law  Martinus Nijhoff Publishers  Leiden, Boston (2012).
- "La délimitation du plateau continental du Golfe Persique: une entreprise inachevée", Law of the Sea from Grotius to the International Tribunal for the Law of the Sea, Liber Amicorum Judge Hugo Caminos, Lilian Del Castillo. Edited by Brill Nijhoff (2015)
- "L’attachement de la Cour internationale de justice au consensualisme judiciaire est-il sans faille ?" The Limits of International Law: Essays in honour of Joe Verhoeven, Bruylant Larmier (2015)
- Garantir la nature exclusivement pacifique du programme nucléaire de l'Iran (Le plan d'action conjoint du 24 novembre 2013) in Nuclear Weapons: Strengthening the International Legal Regime, Eleven International Publishing (2016)
- Liste complète des publications sur http://djamchidmomtaz.com

## Livres
- Le droit international humanitaire applicable aux conflits armés non internationaux, Recueil des cours de l’Académie de droit international, Tome 292, 2001, Martinus Nijhoff Publishers, The Hague / Boston / London  (2002)
- Rules and Institutions of International Humanitarian Law Put to the Test of Recent Armed Conflicts, with M.J. Mathewson, Hague Academy of International Law, Martinus Nijhoff Publishers Leiden, Boston (2010)